# 舍杜瓦
舍杜瓦是立陶宛希奧利艾縣的城市，位於拉德維利什基斯以東18公里，海拔高度87米，2010年人口3,115。第二次世界大戰期間，納粹德國在1941年8月25日至26日殺害當地664名猶太人居民。